# Tetragnatha moulmeinensis
Tetragnatha moulmeinensis är en spindelart som beskrevs av Gravely 1921. Tetragnatha moulmeinensis ingår i släktet sträckkäkspindlar, och familjen käkspindlar.
Artens utbredningsområde är Myanmar. Inga underarter finns listade i Catalogue of Life.